# 航空器拥有者及驾驶员协会

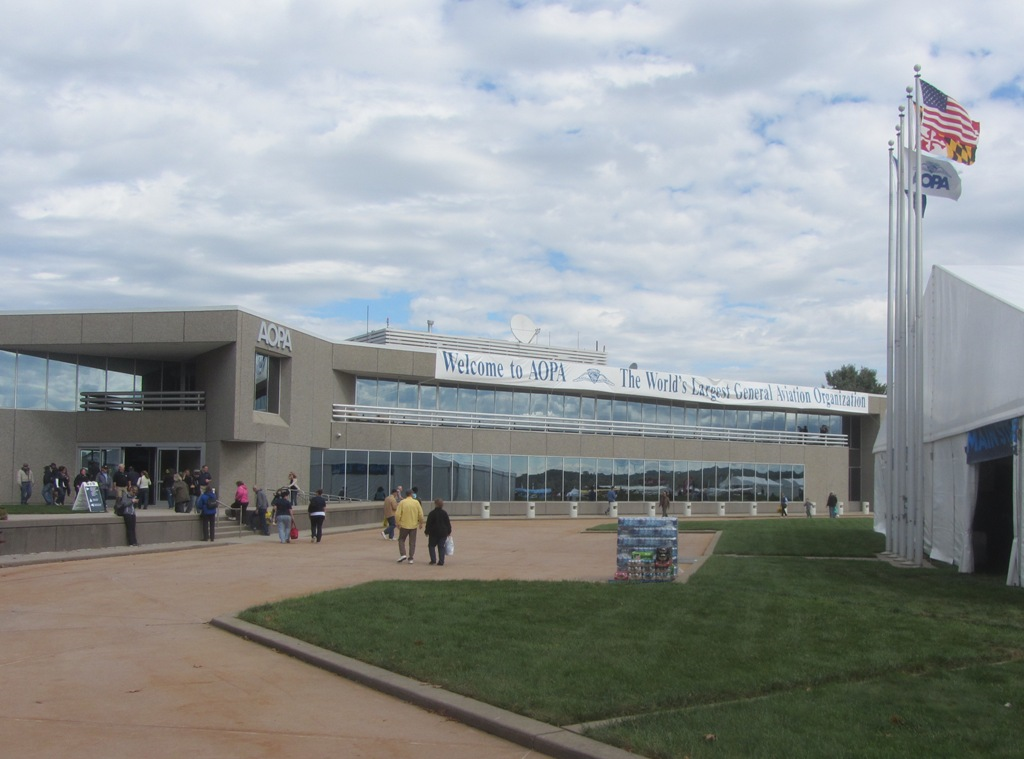
AOPA总部

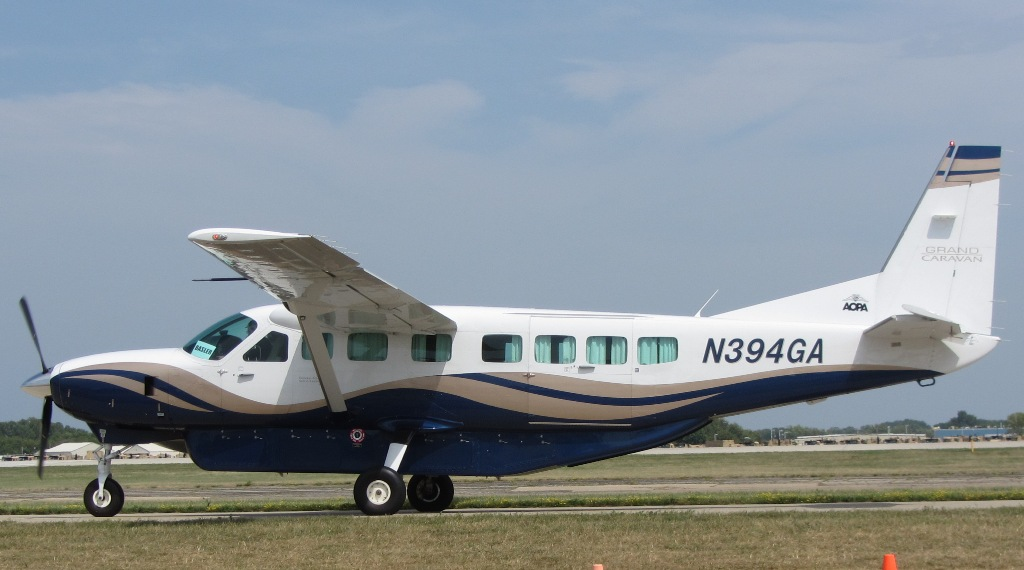
一架AOPA拥有的Cessna Grand Caravan

航空器拥有者及驾驶员协会（英語：Aircraft Owners and Pilots Association，缩写AOPA；也译飞机所有者和飞行员协会）是一家位于美国马里兰州弗雷德里克的倡导通用航空的美国非营利性政治组织 。 
该组织始于宾夕法尼亚州Blue Bell的Wings Field。1932年4月24日，费城航空乡村（Aviation Country）俱乐部在Wings Field成立。“航空乡村”是AOPA创始成员的会议所在地。AOPA则成立于1939年5月15日，由C. Towsend Ludington担任第一任主席，AOPA成员主要由美国的通用航空飞行员组成。  AOPA的存在是为满足其成员作为飞机所有者和飞行员的利益，并促进通用航空飞机的飞行经济性、安全性、实用性和普及性。   1971年，该组织收购了《机场世界杂志》，将其业务转移到马里兰州贝塞斯达。 
 

截至2012年，AOPA共有384,915名会员，是世界上最大的航空协会，尽管该数字已较2010年的414,224名会员减少了7%。
2015年，AOPA入选圣地亚哥航空航天博物馆的国际航空航天名人堂 。 

## 项目
AOPA旗下有多个项目： 
- AOPA基金会，AOPA的501(c)(3)慈善组织。[11]该基金会的四个目标是：改善通用航空安全（在其航空安全研究所的支持下），增加飞行员人数，保护和改善社区机场，为通用航空提供正面形象。 [12]
- AOPA政治行动委员会，仅限AOPA会员。通过游说，向国会、行政部门、州和地方政府代表通用航空的利益。AOPA政治行动委员拥护支持其政策的联邦、州和地方候选人，并通过广告和会员基层运动打击反对者。 [13]
- GA Serves America，向公众推广通用航空。[14]
- 法律服务计划/飞行员保护服务，为AOPA成员提供法律辩护，抗衡所谓FAA执法指控，以及帮助获得FAA飞行医疗。飞行员保护服务的注册仅向AOPA会员开放，并需要额外支付会费。法律服务计划于2012年5月以飞行员保护的名义与前医疗计划相结合。法律服务计划始创于1983年6月。 [15]
- 飞行安全研究所（前身为航空安全基金会）是一个独立的非营利性免税组织，通过质量培训、教育、研究、分析和信息传播，促进通用航空的安全和飞行员熟练程度。 [16]

## 活动
AOPA在美国马里兰州弗雷德里克赞助了自己的飞机着陆场和开放式房屋。年度活动始于1991年，当时有125架飞机。到2001年，出席飞机增加到760架。该活动在911袭击事件和空域变化后被取消了5年，并于2006年恢复。 